# برج یوسف
برج یوسف روستایی است در بخش مرکزی  شهرستان هیرمند، استان سیستان و بلوچستان.
این روستا در۲۶ کیلومتری شمال شرقی شهر زابل و در مسیر برج میرگل به قلعه سام و در منطقه‌ای دشت قرار دارد . ارتفاع آن از سطح دریا ۴۷۵ متر و آب و هوای آن گرم و خشک است.

## منبع
- عباس جعفری (۱۳۸۴)، گیتا شناسی ایران جلد سوم